# Лупья (посёлок)
Лу́пья — посёлок в Ленском районе Архангельской области. Входит в состав Урдомского городского поселения.

## География
Находится в юго-восточной части Архангельской области на расстоянии приблизительно 23 км на юго-юго-запад по прямой от административного центра поселения поселка Урдома, на левом берегу реки Верхняя Лупья.

## История
В 1934 году здесь начали строить посёлок, где создаётся тракторная база, затем Лупьинский лесопункт. С 1947 года вывозка древесины осуществляется по автомобильной дороге к станции Светик, где был нижний склад. В 1974 году лесопункт преобразуется в мастерский участок. В посёлке было отмечено 126 хозяйств (1974 год), 121 (1985), 117 (1996).

## Население
Численность населения: 501 человек (1974 год), 344 (1985), 315 (1996), 252 (русские 81 %) в 2002 году, 153 в 2010.